# Балканија
Балканија је политички концепт о стварању велике балканске савезне државе која би укључивала земље бивше СФРЈ, Бугарску и Албанију. Овај концепт не треба мешати са концептом Балканије Адема Демаћија из 90-их година 20. века.

## Балканија кнеза Михаила
Први концепт Балканије настаје 60-их година 19. века. Он је обликован под утицајем више концепата и политичких реалитета који су постојали у том тренутку:
- Начертаније и идеја о стварању велике државе јужних Словена
- Идеја о обнови Српског царства
- Прихватање реалности о Бугарима као о политичком субјекту који се не може игнорисати.

Кнез Михаило Обреновић је одмах при формирању Бугарског одбора у Букурешту, ступио у контакт са бугарским револуционарима. Његова идеја је била стварање велике државе Срба и Бугара у средишњем делу Балкану која би се ослањала на државотворне традиције српске и бугарске државе из Средњег века. Ова идеја је обухватала и простор данашње Албаније, јер Албанци у том периоду још увек нису били сматрани политичким субјектима.
Овај концепт није остварен из неколико разлога:
- Убиство кнеза Михаила у Кошутњаку
- Интереси великих сила
- Руско продирање и ослобођање Бугарске.

## Миловановићева Угодба
Милован Миловановић је представљао врло значајну политичку и интелектуалну фигуру у Краљевини Србији. Школован у Београду и Паризу, врсни стручњак у области права, један од твораца Радикалског устава 1888. године и вршилац многих министарских функција, међу којима и министра спољних послова и председника владе (1911-1912.).
Миловановићева спољна политика се базирала на два комплементарна концепта: ослонац Србије на француско-руској алијанси и балкански концепт сажет у геслу Балкан Балканцима. У балканској политици, Миловановић се залагао за изградњу што ближих односа Србије са Бугарима и Хрватима и у стварању што јаче коалиције која би се супротставила немачком и аустроугарском концепту „Продора на исток“. У оквиру ове политике, за време радикалске владе Ђорђа Симића, он ради на Угодби која би решила српско-бугарски неспоразум око Македоније. Ова Угодба је потписана 13. марта 1912. и представља кичму будућег Балканског савеза у Првом балканском рату.
Миловановићева Угодба је успела, али само делимично. Први део споразума је реализован и Турци су отерани са Балкана. Међутим, стварањем државе Албаније и закидањем територијалног проширења Србије на запад, створило је проблем око поделе Македоније. Ово је био окидач за отпочињање Другог балканског рата. Такође, и прерана Миловановићева смрт у 49. години живота (1912.), лишила је Србију једног изузетног дипломате и стратега. Са друге стране, конзервативне и ретроградне снаге у Србији нису биле у стању да схвате далекосежност Миловановићеве политике и често су га оптуживали за издајништво. Слободан Јовановић га је хвалио као једног од најбољих српских дипломата и пише: „Српске интересе имао је стално на уму, али није их сувише наглашавао, него их је везивао за неке више и општије интересе."

## Предлог Адема Демаћија
Косовски политичар Адем Демаћи је 1993. године предложио трансформацију Савезне Републике Југославије у државу Балканију, која би имала конфедерално уређење и чије би чланице биле Србија, Црна Гора и Косово.